# El Tigre, Zináparo
El Tigre är en ort i Mexiko.   Den ligger i kommunen Zináparo och delstaten Michoacán de Ocampo, i den centrala delen av landet, 300 km väster om huvudstaden Mexico City. El Tigre ligger 1 976 meter över havet och antalet invånare är 479.
Terrängen runt El Tigre är kuperad. Runt El Tigre är det ganska tätbefolkat, med 54 invånare per kvadratkilometer. Närmaste större samhälle är Penjamillo de Degollado, 5,4 km öster om El Tigre. I omgivningarna runt El Tigre växer huvudsakligen savannskog.